# أليخاندرو مارانيون
أليخاندرو مارانيون (بالإسبانية: Alejandro Marañón Pérez)‏ هو لاعب كرة قدم إسباني في مركز الدفاع، ولد في 15 مايو 1980 في كارتايا في إسبانيا. لعب مع إشبيلية أتلتيكو وريال مايوركا ب وريال مايوركا وريال مورسيا ونادي إشبيلية.

## وصلات خارجية
- أليخاندرو مارانيون على موقع قاعدة بيانات كرة القدم.إي يو (الإنجليزية)
- أليخاندرو مارانيون على موقع Soccerway.com (الإنجليزية)